# Marcelo Martínez Alcubilla
Marcelo Martínez Alcubilla (San Juan del Monte,Burgos, 1820-Madrid, 1900) fue un jurista e historiador castellano del derecho español.

## Biografía
Formado en la facultad madrileña, fue abogado de los colegios de Madrid, Burgos y Valladolid. Fundó El Consultor de Ayuntamientos, que dirigió entre 1853 y 1866, y dirigió también la Revista de los Tribunales y de la Administración (1849-1854). Escribió diversas compilaciones jurídicas de consulta obligada en su tiempo por su diestra forma de resumir. La más famosa y ambiciosa es el Diccionario de la administración española (1858-1862), que fue ampliado sin cesar en cinco reediciones durante el siglo XIX. Desde 1877 imprimió además apéndices anuales bajo el título general de Boletín Jurídico-Administrativo. A partir de 1897 fueron sus hijos Álvaro Martínez Alcubilla y Marcelo Martínez Alcubilla de la Cámara (1862-1930) quienes redactaron estos apéndices. Por último, hasta 1943 esa labor fue encomendada a Marcelo Martínez-Alcubilla Boronat.

## Obras
- Juzgado de Alcaldes ó tratado general teórico-práctico de los deberes y atribuciones judiciales de los alcaldes, sus tenientes y regidores síndicos, Burgos: Villanueva, 1848.
- Diccionario de la administración española, obra de utilidad práctica para los alcaldes y los ayuntamientos y para todos los funcionarios públicos en el orden judicial y administrativo Madrid: Imp. de Marcelo Martínez Alcubilla, titulada de El Consultor, a cargo de Antonio Peñuelas, 1858-1862; en su 2.ª ed., titulada Diccionario de la administración española, peninsular y ultramarina: compilación ilustrada de la novísima legislación en todos los ramos de la administración pública Madrid: Imp. de la V. é Hijas de A. Peñuelas, 1868-1871, ya contaba 13 volúmenes, reeditado varias veces más hasta el siglo XX.
- Manual de las atribuciones de los jueces de paz, ó sea tratado general teórico-práctico del personal de dichos juzgados, de los negocios que deben conocer y del modo de proceder en ellos... Madrid: Imprenta de El Consultor, a cargo de Antonio Peñuelas, 1857.
- Diccionario manual del derecho civil o Repertorio alfabético razonado de la legislación y de la jurisprudencia civil de España... Madrid: Imprenta de A. Peñuelas, 1867.
- Diccionario de la jurisprudencia penal de España o Repertorio alfabético de la jurisprudencia... Madrid: Imp. de la V. e hijas de A. Peñuelas, 1874.
- Diccionario de la jurisprudencia civil y administrativa, 1875.
- Edición de Códigos antiguos de España: colección completa de todos los códigos de España, desde el Fuero juzgo hasta la Novísima recopilación, con un glosario de las principales voces anticuadas, notas, bindices parciales y un repertorio general alfabbetico de materias, Madrid: Administración [J. López Comancho, Impresor], 1885-1886, 2 vols.